# 西奧多·卡魯扎
西奧多·卡魯扎（Theodor Franz Eduard Kaluza，1885年11月9日—1954年1月19日）出生於德國西里西亞奧波萊。是德國數學家及物理學家，因為他的卡魯扎-克萊因理論使領域方程式捲入5維的空間而聞名。